# Roquefort-sur-Soulzon
Roquefort-sur-Soulzon is een gemeente in het Franse departement Aveyron (regio Occitanie) en telt 679 inwoners (1999). De plaats maakt deel uit van het arrondissement Millau.

## Geografie
De oppervlakte van Roquefort-sur-Soulzon bedraagt 17,2 km², de bevolkingsdichtheid is 39,5 inwoners per km².
De gemeente staat bekend om zijn Franse kaas, de Roquefort AOC. Er zijn officieel zeven kaasmakerijen gevestigd, te weten Société des caves, Fromageries Papillon, Ets Gabriel Coulet, Les Fromageries Occitanes, Ets Carles, Ets Combes en Ets Vernieres. Een deel, of zo niet allen, zijn voor toeristen te bezoeken.
Roquefort-sur-Soulzon dankt zijn ligging aan het instorten van een deel van de Combalou, een rotsformatie ten zuiden van de huidige gemeente, zo'n miljoen jaar geleden. De grotten waar de kazen thans rijpen, zijn in die periode ontstaan (bron: Rondleiding door de kelders van Société).
De onderstaande kaart toont de ligging van Roquefort-sur-Soulzon met de belangrijkste infrastructuur en aangrenzende gemeenten.

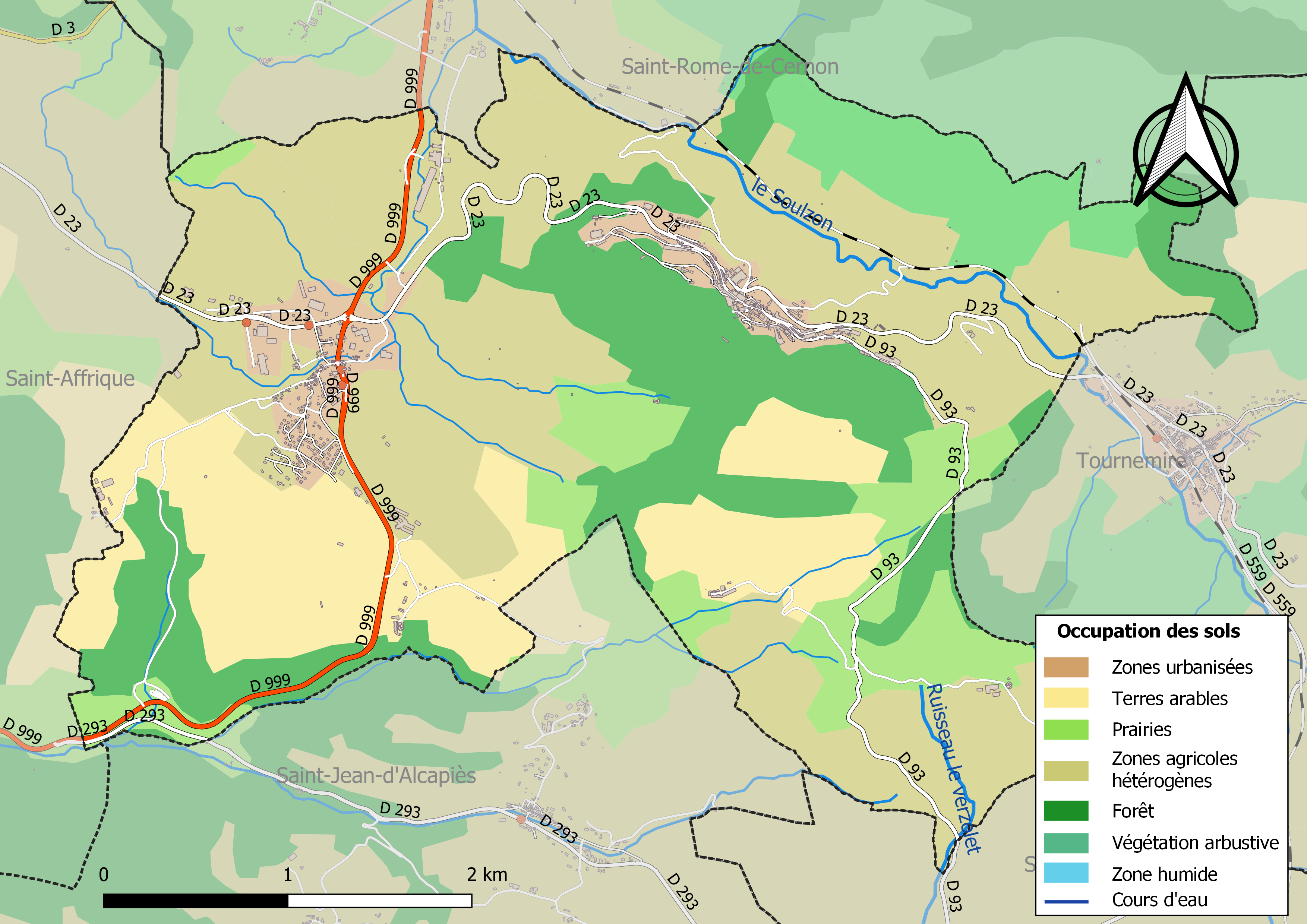

## Verkeer
Het spoorwegstation Tournemire - Roquefort ligt in de aanpalende gemeente Tournemire.

## Demografie
Onderstaande figuur toont het verloop van het inwonertal (bron: INSEE-tellingen).

Vanwege een beveiligingsprobleem met de MediaWiki Graph-software is het momenteel niet mogelijk deze grafiek weer te geven. Zodra de software is bijgewerkt zal de grafiek vanzelf weer zichtbaar worden.